# Venediglagunen
Venediglagunen (italiensk: Laguna di Venezia; venetiansk Łaguna de Venesia) er en bugt i Adriaterhavet i det nordlige Italien, hvor byen Venedig ligger. Det italienske og venetianske navn, Laguna Veneta—beslægtet med det latinske ord lacus, "sø"—har givet navn til det engelske ord for en lav vig med saltvand; en lagune.
Lagunen har et samlet areal på omkring 550 km2, og den er dermed det største vådområde i Middelhavslandene. Den gennemsnitlige vandybde er 10,4 m, og det dybeste sted er 21,5 m. I lagunen ligger der, udover øerne som Venedig er bygget på, en række andre øer.

## Øer
Venediglagunen indeholder hovedsageligt Storbryområdet Venedig, men den sydvestlige del af lagunen er en del af Padova.
De største øer eller øgrupper i lagunen:
- Venedig 5,17 km2
- Sant'Erasmo 3,26 km2
- Murano 1,17 km2
- Chioggia 0,67 km2
- Giudecca 0,59 km2
- Mazzorbo 0,52 km2
- Torcello 0,44 km2
- Sant'Elena 0,34 km2
- La Certosa 0,24 km2
- Burano 0,21 km2
- Tronchetto 018 km2
- Sacca Fisola 0,18 km2
- San Michele 0,16 km2
- Sacca Sessola 016 km2
- Santa Cristina 0,13 km2

Øvrige ubeboede øer inkluderer:
- Cavallino
- Lazzaretto Nuovo
- Lazzaretto Vecchio
- Lido
- Pellestrina
- Poveglia
- San Clemente
- San Francesco del Deserto
- San Giorgio in Alga
- San Giorgio Maggiore
- San Lazzaro degli Armeni
- Santa Maria della Grazia
- San Pietro di Castello
- San Servolo
- Santo Spirito
- Sottomarina
- Vignole